# Scène du déluge
Pour l’article homonyme, voir Scène du Déluge (Joseph-Désiré Court).
La Scène du déluge est une huile sur toile peinte par Anne-Louis Girodet, présentée au Salon de 1806 et conservée au musée du Louvre.

## Description
La toile, de très grand format (4,41 m sur 3,41 m) représente cinq membres d’une même famille ; ils luttent pour échapper aux éléments déchainés. L'homme hissé sur un rocher s’accroche à un arbre mort qui commence à se briser ; il essaie de tirer jusqu’à lui sa femme, à laquelle s’agrippent deux enfants, tout en soutenant sur son dos un vieil homme qui tient une bourse à la main. Le ciel est zébré par un éclair ; dans les eaux agitées, un cadavre flotte.
Le tableau obtient le premier prix au concours décennal de 1810, au titre de la peinture d’histoire héroïque, contre Les Sabines de David ; il
est de nouveau exposé au salon de 1814. Il est acheté par la maison du roi en 1818 pour le Musée du Luxembourg à Paris. À la mort de Girodet en 1824, il est attribué au Musée du Louvre, avec deux autres tableaux du peintre, Le Sommeil d'Endymion et Les Funérailles d'Atala.
Un dessin préparatoire à la pierre noire, daté vers 1795, est conservé à Ottawa, au Musée des beaux-arts du Canada,.
Le tableau est reproduit en lithographie en 1825 par Jean-Baptiste Aubry-Lecomte.